# Isbergues
Isbergues là một xã ở tỉnh Pas-de-Calais ở vùng Hauts-de-France, Pháp.

## Dân số
| 1962                                                           | 1968  | 1975  | 1982  | 1990  | 1999 | 2006 |
| -------------------------------------------------------------- | ----- | ----- | ----- | ----- | ---- | ---- |
| 11000                                                          | 11798 | 11807 | 10962 | 10395 | 9836 | 9621 |
| Số liệu điều tra dân số từ năm 1962, dân số không tính hai lần |       |       |       |       |      |      |